# 71 до н. е.

## Народились
- Імператриця Ван — китайська імператриця часів династії Хань, фактична правителька імперії з 33 року до н. е. до 8 року н. е.

## Померли
- Спартак (загинув у бою) — вождь найбільшого повстання рабів в античному світі.